# Ngày phát thanh Ba Lan
Ngày phát thanh (tiếng Ba Lan: Dzień radia) là một ngày lễ của Ba Lan, được tổ chức hàng năm vào ngày 11 tháng 4 để nhấn mạnh vai trò của đài phát thanh trong cuộc sống hàng ngày đối với xã hội.

## Lịch sử
Mặc dù đài phát thanh và hoạt động phát thanh đã hơn 100 năm tuổi, nhưng mãi đến năm 2011, UNESCO mới thành lập Ngày phát thanh thế giới theo yêu cầu của Tây Ban Nha. Ngày lễ nhằm mục đích thúc đẩy lĩnh vực phát thanh và làm nổi bật tầm quan trọng của nó trong lịch sử đương đại. Việc truyền phát radio đầu tiên thông qua giọng nói của con người đã được thực hiện thành công ở São Paulo vào đầu năm 1901, và đến những năm 1920 hoạt động phát thanh phổ biến hơn với sự ra đời của máy thu radio.
Sự ra đời của hoạt động phát thanh truyền hình Ba Lan là vào ngày 18 tháng 4 năm 1926, khi đài phát thanh chính thức ở Warsaw bắt đầu phát sóng. Trước đó vào ngày 11 tháng 4 năm 1923, Hiệp hội kỹ sư vô tuyến Ba Lan (SRP) đã thông qua một tài liệu chỉ dẫn của họ với nội dung hướng dẫn cho đạo luật vô tuyến điện. Đó là một bước quan trọng trong sự phát triển của đài phát thanh Ba Lan. Đài phát thanh đã đóng một vai trò rất lớn trong chiến tranh khi hỗ trợ các hoạt động ngầm chống lại các kẻ thù xâm lược.